# Ricky Banderas
Gilbert Cosme Ramírez (25 de mayo de 1975) es un luchador profesional puertorriqueño más conocido como Ricky Banderas, El Mesías , Gilbert El Boricua, El rey del Tiki tiki Cosme inició su carrera en la International Wrestling Association (IWA), y ha tenido corridas Total Nonstop Action Wrestling (TNA), Lucha Libre AAA Worldwide (AAA), también ha hecho presentaciones para el Consejo Mundial de Lucha Libre (CMLL), Extreme Championship Wrestling (ECW), Lucha Underground (LU), Major League Wrestling (MLW), World Wrestling Federation (WWF) y World Wrestling Council (WWC).
Cosme ha sido 12 veces campeón mundial tras haber ganado seis veces el Campeonato Mundial de Peso Completo de la IWA, cuatro veces el Megacampeonato de la AAA, una vez el Campeonato Mundial de Peso Completo de la IWC y una vez el Campeonato Universal de Peso Completo de la WWC. Entre otros logros, Cosme también destaca de haber ganado una vez el Campeonato Intercontinental de Peso Completo de la IWA, una vez el Campeonato Súper-X Monster de la GPCW, una vez el Campeonato de Wrestling Society X (y el último en portarlo), y Campeonato de Lucha Underground, una vez Campeón Mundial de Parejas de AAA, una vez Campeón Latinoamericano de AAA, todos estos logros lo convierten en Campeón de Triple Corona de AAA.

## Carrera

### International Wrestling Asociation (1999-2006)
Cosme comenzó su carrera en Bayamón, Puerto Rico, ingresó a la Universidad Interamericana de Puerto Rico, después de dos años de estudio, decidió convertirse en luchador tras conocer a Víctor Quiñones. Después de entrar en 1997 a un circuito independiente, fue a México, donde entró a un proyecto auspiciado por la World Wrestling Federation.
Más tarde, debutó en la compañía que lo haría famoso, la IWA, donde utilizó el nombre de "El Patriota" Ricky Banderas, el cual, según Cosme, fue la fusión de los nombres de Ricky Martin y Antonio Banderas. En la Extreme Championship Wrestling, debutó junto a Germán Figueroa (conocido como Apolo) y a Konnan para formar el grupo conocido como "Los Boricuas".
Regresó a Puerto Rico y formó un equipo con Gran Apolo, nombrado La Nueva Generación y juntos ganaron los Tag Team Championship, tres veces. El 21 de agosto de 2000, Cosme traicionó a Gran Apolo y entró a un equipo de rudos: "Los Intocables", junto con Miguel Pérez y Jesús "El Huracán" Castillo, durando poco este trío; después de su separación, entró a otro grupo llamado "Starr Corporation", liderada por Chicky Starr; donde Riky Banderas insistió en que se le diera un papel que fuera más oscuro. Fue entonces cuando decidió cambiar su nombre a "El Mesías". Con su nuevo nombre formaría equipo con Shane Sewell, llamado "Los Hermanos en Dolor".
El 28 de octubre de 2000 en Bayamón, Puerto Rico, Shane derrota a Ricky Banderas en la final del torneo para proclamar al primer campeón Mundial de la IWA. Pasados unos meses, el 10 de febrero de 2001, Ricky Banderas consigue destronar a Shane y se convierte por primera vez en Campeón Mundial Completo de IWA. El 7 de abril en Bayamón, Shane vuelve a recuperar el título destronando a Ricky. Pasado un tiempo Ricky Banderas recupera el título Mundial Completo de la IWA para ganarlo por segunda vez el 21 de abril de 2001, hasta que finalmente Gran Apolo destrona a Ricky el 27 de mayo en Cataño acabando con su segundo reinado. Ganó por tercera vez el IWA Heavyweight Championship y lo retuvo hasta que Ray González entró a IWA. González, oculto tras la identidad de Rey Fénix, derrotó a Banderas en una lucha que "el Mesías" asegura: "fue una de las mejores que ha tenido". Ricky ganó por cuarta ocasión el título cuando venció a Gran Apolo, entonces se alió con Savio Vega y su grupo denominado "La compañía" un 6 de enero del 2003. 
Este grupo lo traicionó el 9 de octubre del 2003. Después de esto, Cosme empezó una rivalidad con Chris Kindred el cual estaría bajo el nombre de "Slash Venom". Durante este feudo, Banderas se une al Vampiro.
Ricky Banderas tenía uno de los Fan Club más famosos de la lucha libre en Puerto Rico: Los Hijos Del Mesías, los cuales lo acompañaban semana a semana por todo Puerto Rico y eran reconocidos por todo el país como el único fan club oficial avalado por la International Wrestling Association (IWA).
En el evento "Christmas in P.R" del 2005, El Mesías junto a nuevos aliados, decide traicionar por sorpresa al Vampiro. Volviendo al bando de los rudos y convirtiéndose en el líder de "La Cruz del Diablo"(Cruzz y El Diabólico), agrupación que rivalizó con otras dirigidas por Savio Vega y Ray González. Esto lo llevó a que tiempo después el Vampiro retara al Mesías a una lucha de ataúd.
En enero del 2007, Banderas se presentó en PPV "Histeria Boricua" de IWA reuniéndose con Shane para enfrentarse a Mikael Judas, Lighting y Ray González. Luego de unas semanas, Ricky Banderas retornó a México.

### Asistencia Asesoría y Administración (2006–2007)
Al terminar su contrato con la IWA, Cosme firmó con la compañía Triple A, debutando en ella el 12 de marzo del 2006, bajo el nombre de Muerte Cibernética, donde formó equipo con la entonces La Secta Cibernética siendo el octavo y último integrante de este equipo, liderado por El Cibernético. Inmediatamente a su llegada comenzó una rivalidad con La Parka, debido a supuestas violaciones por derechos de autor ya que la máscara de Muerte Cibernética, era: mitad del Cibernético y mitad La Parka, así que para evitar problemas legales tuvo que cambiar de máscara. Su rivalidad con La Parka duró varios meses hasta que se decidió llevarlo a una lucha de apuestas, máscara contra máscara en Triplemanía XIV, donde Muerte Cibernética resultó perdedor y se descubre que era el afamado Ricky Banderas luchador originario de Puerto Rico.
Después de perder la máscara, y de observar que Cibernético, estaba incapacitado por una lesión, a Cosme se le ocurrió apoderarse de la Secta, traicionando al Cibernético con ayuda del resto de sus sectarios, con la excepción de Chessman y Charly Manson. Cibernético apareció en un evento, en el cual, se quejaría con Cosme, porque él sabía que quería quedarse con su Secta. Ese mismo día, la secta atacó al Cibernético, aprovechando que no estaba totalmente recuperado de su lesión, y así empezar una rivalidad. Al regresar Cibernético, se anunció que en Guerra de titanes (evento de lucha libre), Cosme y Cibernético, se enfrentarían en una lucha de ataúd, para terminar de una vez por todas con alguno de los dos, en este encuentro Cosme resultó ser el perdedor y fue arrojado al mar, poniendo el fin de la Muerte Cibernética (Kayfabe). Este acontecimiento fue usado para explicar la ausencia de Cosme mientras este luchaba en Panamá, Puerto Rico y Ecuador.

### Wrestling Society X (2006)
Cosme participó bajo el nombre de Ricky Banderas en la Wrestling Society X, compañía en la cual, apareció como un hombre del rostro desfigurado (keyfabe) y tuvo una rivalidad con su excompañero, Vampiro. El conflicto entre ambos se inició cuando Banderas tiró una bola de fuego al rostro de Vampiro.
Banderas se coronó como segundo WSX Champion al derrotar a Vampiro, también estuvo involucrado en muchas rivalidades con Youth Suicide y 6-Pack

### Total Nonsop Action Wrestling (2007-2008)
Cosme firmó un contrato con TNA y fue dirigido por James Mitchell, quien lo presentó como su hijo. Debutó en TNA bajo el nombre de Judas Mesías. En No Surrender, Mesías atacó a Abyss por debajo del ring. El 13 de septiembre, en una edición de iMPACT!, Mesías atacó a Abyss durante una lucha a sumisión en una jaula contra Kurt Angle. El 20 de septiembre obtuvo su primera victoria al vencer a Eric Young. Sin embargo, estuvo retirado un tiempo debido a su fractura en la ciática.
Cosme regresó a TNA el 13 de diciembre de 2007, donde atacó de nuevo a Abyss, estrangulándolo con un alambre de púas y aplicándose el Straight To Hell sobre una silla. Por esto, ambos lucharon en Final Resolution, ganando Mesías. También luchó contra Senshi acabándolo con un Straight To Hell, También se enfrentó en 2 ocasiones ante Rhino una perdiéndola tras un gorem y otra saliendo victorioso Judas. Sin embargo, Abyss obtuvo la revancha en Against All Odds en un Barbed Wire Masacre match, donde el ring fue rodeado de alambre de púas. En esta lucha, Abyss derrotó a Judas Mesías.  También se enfrentó a Christian Cage perdiendo con una Unprettier en marzo, su contrato con la TNA se terminó y no le renovaron.

### Asistencia Asesoría y Administración / Lucha Libre AAA Worldwide (2008-2018)
Cosme regresa a Triple A, en el evento anual Rey de Reyes, ahora bajo el nombre que lo caracteriza Ricky Banderas "El Mesías". Ricky renombró a la Secta Cibernética como La secta del Mesías y rápidamente el obtuvo mucho apoyo; lo colocaron en los eventos importantes, por su rivalidad por el entonces líder de los Hell Brothers, Cibernético. Durante esta rivalidad, Mesías, entró en dos grupos: además de ser líder de la Secta del Mesías: Ozz, Cuervo, Espíritu, Scoria; era parte de la recién formada Legión Extranjera De Konnan.
Mesías fue incluido a participar en el Torneo por el Mega Campeonato AAA, en la cual despojó a Cibernético el IWC Heavyweight Championship y a La Parka el Título GPCW SUPER-X Monster. En Verano de Escándalo Mesías derrotó a Chessman en la final del torneo por el Megacampeonato de AAA por descalificación y salió malherido por lanzarse y caer mal desde una escalera dentro del ring. Tiempo después Mesías tendría problemas con Konnan, el líder de la Legión Extranjera, causando así la separación de la Secta con la Legión. Ricky Banderas retuvo difícilmente su campeonato en Guerra de titanes en una lucha contra Zorro y Cibernético. En esta Lucha, Cibernético eliminó al Zorro y después, Banderas recibió ayuda de La Secta para derrotar al Cibernético lanzándolo contra una mesa el llamas; de este modo, El Cibernético quedó fuera de actividad por dos meses.
En el evento Rey de Reyes del año 2008, Banderas, que era el poseedor del Mega Campeonato Triple A, perdió la lucha contra Cibernético. Después de esto, Mesías, se volvió contra la Legión Extranjera de Konan, solo estando apoyado por la entonces Secta del Mesías, para enfrentarse a uno de los rivales más difíciles que ha encarado en su carrera, su excompañero de IWA, el Vampiro Canadiense.
Se enfrentaron el 13 de junio en TripleMania XVI, en una lucha callejera, en la que entregaron todo, se dieron con escaleras, botes de basura, focos de neón y después de exhaustos 15 minutos, no hubo ganador. De nuevo se volvieron a enfrentar ahora con un límite de 20 minutos, en la cual, de nuevo nadie resultó el ganador del encuentro.
Tras el continuo empate con Vampiro, se llegó a la conclusión de darle fin a esta riña, el 14 de septiembre en Verano de Escándalo poniendo a ambos en una lucha sin reglas en un ring con jaula hexadrilatera, en la cual, gracias a la intromisión de los que él consideró su familia, La Secta del Mesías, que no lo dejaron salir de la jaula, y al ellos ingresar a ella, comenzaron a golpearlo hasta dejarlo sin fuerzas, causando así la victoria del Vampiro y una derrota que marcaría la carrera del Mesías, de aquí hacia adelante.
Ahora empezando un camino el cual conoce muy bien, Mesías, sin apoyo de nadie comienza a enfrentarse en repetidas ocasiones a sus ex-Sectarios, ganándoles en repetidas ocasiones, una de ellas, fue el 24 de octubre en el segundo homenaje luctuoso de Antonio Peña, en el cual se realizó una lucha de eliminación en la cual el ganador sería el ganador de la Copa Antonio Peña. Mesías tras luchar con otros 7 luchadores, resultó el segundo ganador de esta presea.
Mesías empezando a ganarse el respeto del público, Konnan tomo la decisión de dejarlo entrar de nuevo a la Legión Extranjera, pero Mesías, mencionó a Konnan, que el solo estaba interesado en el Mega Campeonato, dándole al Zorro el derecho de poseerlo, lo cual Zorro inmedaitamente lo rechazó, por no querer que nadie le dé nada.
Siendo así, se nombraron a los retadores oficiales para disputar el campeonato vacante, serían Zorro en contra del Mesías, en una lucha de escaleras en el magno evento final del año Guerra de titanes (evento de lucha libre) el 7 de diciembre, se vieron las caras, y el que saldría con el cinturón sería el Mesías, coronándose por segunda ocasión poseedor del título.
Posteriormente el 13 de junio de 2009 en el evento estelar de AAA Triplemanía XVII fue destronado de su Megacampeonato de AAA por Dr. Wagner Jr. en una lucha que duro más de 30 minutos.
Unas semanas después de perderlo retaría a Wagner por una lucha de revancha en la cual reaparecería Cibernético, diciendo que formarían una sociedad, por ser los primeros mega campeones en contra del Dr.Wagner. Una semana después el Mesías y Cibernético ganarían a la pareja de Wagner y Silver king, y a la semana siguiente perderían ante Joe Líder y Nicho El Millonario, y El Mesías sería traicionado por el cibernético.
Unas semanas después de esto participaría en una eliminatoria siendo el primero en entrar junto con Silver King donde el Mesías eliminaría en la final a Cibernético que cayera sobre una tabla, y después haría lo mismo con Chessman y así ganaría la eliminatoria y se enfrentaría a Dr. Wanger en Verano de Escándalo. Sin embargo, Cibernético no quedó satisfecho y derrotando a Dr. Wagner entró a la lucha por el Mega Campeonato.
En Verano de Escándalo se enfrentó al Cibernético y a Dr. Wagner, en una jaula de eliminación. El primero en perder fue el Cibernético, y El Mesías perdió ante Dr. Wagner, después de que sus Wagnermaniacos interfirieran varias veces no dejando salir de la jaula al Mesías y dándole un golpe con una charola metálica. El 26 de septiembre de 2009 en el homenaje realizado a Don Antonio Peña en Héroes Inmortales III en la Arena Monterrey se enfrentaban El Mesías y Dr. Wagner en una lucha esperada por todos los regios donde se verían las caras de nuevo en una nueva revancha. Todo iba bien en el enfrentamiento hasta que entraron los Wagnermaniacos: Silver King y Último Gladiador para ayudar al galeno del mal. El Mesías intentó derrotar al Wagnermania dándole un martinete a Último Gladiador pero perdió el encuentro y así llevándose el Dr. Wagner nuevamente el preciado cinturón de megacampeonato.
Sin embargo el Lic. Joaquín Roldán castigó a Dr. Wagner por hacer que interfirieran sus aliados, dándole la revancha al Mesías con las condiciones de Dr. Wagner, que serían: que fuera en el domo de la muerte, que fuera la última oportunidad del Mesías por el megacampeonato y que todo valga en ese domo. Ambos se enfrentaron en el evento Guerra de Titanes el 11 de diciembre de 2009 donde El Mesías derrotó a Dr. Wagner Jr con un martinete para hacerse del título por tercera ocasión. El 12 de marzo perdió el título en una lucha de tres entre Mr. Anderson y Electroshock donde El Mesías lesionado antes ese mismo día por L.A. PARK salió a luchar pero perdió ya que no pudo luchar al 100% y que Electroshock rindiera a Mr. Anderson saliendo él como ganador. Actualmente se encuentra lesionado debido a una lesión en el hombro, que habría sido provocada por L.A. PARK, aún no se determina si podrá seguir como luchador.
Ricky pudo regresar de su lesión y se enfeudó con Jeff Jarret para finalmente el 18 de marzo de 2012 derrotarlo y adjudicarse el Megacampeonato debido a una intervención de L.A. Park.
Luchó en Triplemania XXI por el Título Latino Americano de la AAA el cual estaba Vacante por la salida de L.A Park de la empresa en contra de Blue Demon Jr. al final de la lucha demon se lleva el campeonato y Tapia aparece para entregarle el título al ganador (blue Demon Jr.) y anunciar su salida de la empresa para después darse la mano con banderas.
El 21 de marzo de 2018 mediante su cuenta de Facebook, El Mesías anuncia oficialmente su salida de la empresa AAA después de 12 años. Al día siguiente, Banderas explicó su salida, ya que no estaba contento con la promoción. Banderas afirmó que AAA lo "forzó" a trabajar incluso con una lesión en la rodilla, su derrota ante La Parka en su combate de vuelta fue "irrespetuosa" y aparentemente. El firmó un contrato con AAA donde otorga los derechos de promoción del nombre de "El Mesías" Ricky Banderas.

### World Wrestling Council (2010 - 2011)
Gilbert Cosme y el World Wrestling Council llegaron a un acuerdo para realizar una lucha el 16 de enero de 2010 en el evento Euphoria, en un 3 Way Match para decidir quien es el mejor luchador de Puerto Rico de la década, en la cual se estaría enfrentando a Carlito y Ray González en la cual Ray González ganó la lucha, para ser declarado el mejor luchador de la década en Puerto Rico.
Sin embargo, tanto Cosme como González estaban cubriendo a Carlito al final de la lucha. Por este motivo el 23 de enero se realizó una revancha entre Cosme y González por la copa del Mejor luchador de Puerto Rico de la década. Cosme ganó el encuentro y la copa. Luego en el evento Aniversario 2010 Cosme estuvo en una lucha llamada 'Three faces of fear' enfrentándose a Booker T y Carlito, ganando Cosme. El 8 de enero, derrotó a Carlito, ganando el Campeonato Universal Peso Pesado de la WWC. Días después de su coronación y sin hacer ninguna defensa fue despojado del título por aparecer en una promoción de la empresa rival IWA. El vicepresidente de WWC Carlos Colón ordenó un torneo de un día para escoger a un nuevo campeón.

### Regreso a International Wrestling Association (2011)
Ricky Banderas fue anunciado por IWA para reaparecer en Juicio Final en una revancha contra Rey Fénix y ganó su combate. Siendo esta su única presentación en el año con la empresa.

### Regreso a World Wrestling Council (2012)
El 28 de diciembre de 2011, la World Wrestling Council de Puerto Rico anunció a través de sus cuentas en Facebook y Twitter el regreso El Mesías en los eventos Euphoria el 6, 7 y 8 de enero de 2012. A diferencia de su primera corrida en WWC, Cosme si fue presentando como Ricky Banderas y no como El Triple Mega Campeón.

### World Wrestling League (2013)
El 21 de abril de 2013, en el Coliseo de Puerto Rico, “El Mesías” Ricky Banderas retó al Mega Campeón de AAA, Texano Jr. Siendo esta la primera vez que se defendió el Mega Campeonato fuera de tierra azteca, marcando así el debut de la WWL, dirigida por Richard Negrín y el excomentarista en español de WWE, Hugo Savinovich.

### Lucha Underground (2014)
Actualmente fue confirmado para aparecer en la promoción de su antigua empresa. Lucha Undergroud, luchara enmascarado y bajo el nombre de Mil Muertes, será acompañada por Catrina. Siendo como nombre real Paul Mendoza "Kayfabe". Fue derrotado por Fenix en una lucha de ataúd.

### Consejo Mundial de Lucha Libre (2018)
El Consejo Mundial De Lucha Libre anunció que Ricky Banderas o el Mesías haría su debut. Banderas anunció que usaría su verdadero nombre llamándose Gilbert El Boricua.

### Major League Wrestling (2021-2023)
En enero de 2021, Muertes hizo su debut en Major League Wrestling, acompañado por Salina de la Renta como su ayuda de cámara. Ganaría su primer partido al derrotar a Brian Pillman Jr..

### Regreso a AAA (2024-presente)
El 17 de marzo de 2024, El Mesías regreso a la AAA tras 6 años de su salida, para participar en la gira Orígenes. El 27 de abril en Triplemanía XXXII: Monterrey, Mesias hizo equipo con Pagano y su antiguo rival Vampiro obtuviendo su primera victoria tras su salida, luego de derrotar a La Secta Cibernética (Cibernético, Dark Ozz & Dark Cuervo). El 10 de noviembre de 2024 en Guerra de Titanes, Mesías derrotó a Octagón Jr. ganando el Campeonato Latinoamericano de AAA por primera vez en su carrera y también se convirtió en el Segundo Campeón Triple Corona de AAA.

## Vida privada

### Pleito con la IWA
En 2010, la IWA denunció a Cosme por el uso del nombre de Ricky Banderas y su gimmick de El Mesías, ya que alegaron que ambos los empezó a usar durante su estancia en la IWA y, por lo tanto, la empresa tenía los derechos. Debido a ello, el juez emitió una orden para que WWC dejara de utilizar todo lo anterior, razón por la cual se vieron obligados a cambiar el nombre de Gilbert Cosme (nombre real del luchador) a “El Triple Mega Campeón”...

## En lucha
- Movimientos finales
  - Flatliner (Leg hook lifting reverse STO) - Lucha Underground
  - Straight to Hell (Leaping reverse STO) - TNA
  - La Patriota (Sharpshooter) - IWA
  - Mesías Splash (Frog Splash) - IWA
  - Mesías Cutter (Fireman's Carry Cutter) - AAA
  - Martinete (Kneeling Belly to Belly Piledriver) - AAA
- Movimientos de firma
  - Powerslam
  - Powerbomb
  - Spear
  - Tirl-a-Whirl Headscissors DDT
  - Spinebuster
  - Suicide Dive
  - Chokeslam
  - Militat Press Drop
  - Dropkick
- Managers

- James Mitchell
- Catrina

## Luchas de Apuestas
| Se apostó | Ganador    | Perdedor       | Lugar                           | Fecha               | Notas |
| --------- | ---------- | -------------- | ------------------------------- | ------------------- | --- |
| Máscara   | La Parka   | Ricky Banderas | Naucalpan, México               | 18 de junio de 2006 | Al perder su máscara de Muerte Cibernética en Triplemania XIV, Ricky Banderas adoptó el nombre que lo caracterizaba en Puerto Rico: El Mesías |
| Cabellera | L. A. Park | Ricky Banderas | Palacio de los Deportes, México | 18 de junio de 2011 | Banderas apostó len contra de L.A. Park Mascara contra cabellera batalla que término perdiendo                                                |

## Campeonatos y logros
- Asistencia Asesoría y Administración / Lucha Libre AAA Worldwide
  - Megacampeonato de AAA (4 veces, inaugural)
  - Campeonato Latinoamericano de AAA (1 vez)
  - Campeonato Mundial en Parejas de la AAA (1 vez) – con Pagano
  - Triple Crown Championship (Segundo)
  - GPCW Super-X Monster Championship (1 vez )
  - IWC World Heavyweight Championship (1 vez, último)
  - Copa Antonio Peña (2008)
  - Rey de Reyes (2013)

- International Wrestling Association
  - IWA World Heavyweight Championship (6 veces)
  - IWA Intercontinental Heavyweight Championship (2 veces)
  - IWA Hardcore Championship (9 veces)
  - IWA World Tag Team Championship (5 veces) – con Gran Apolo (3), Glamour Boy Shane (1) y Cruzz (1)

- Lucha Underground
  - Lucha Underground Championship (1 vez)

- Major League Wrestling
  - IWA Caribbean Heavyweight Championship (1 vez, actual)

- Wrestling Society X
  - WSX Championship (1 vez)

- World Wrestling Council
  - WWC Universal Heavyweight Championship (1 vez)
  - Copa del Mejor Luchador de la Década[8]

- Pro Wrestling Illustrated
  - Situado en el Nº26 en los PWI 500 de 2008.
  - Situado en el Nº39 en los PWI 500 de 2009
  - Situado en el Nº48 en los PWI 500 de 2010[9]